# Шестнадесети проблем на Хилберт
Шестнадесетият проблем на Хилберт се състои от две части. Първата се отнася до броя и взаимното разположение на овалите на една алгебрична крива от дадена степен; голямо количество съвременни резултати (Петровски, Том, Арнолд) хвърлят светлина върху тази задача. Втората част част на проблема поставя въпроса за максималния брой на гранични цикли на Поанкарѐ (изолирани периодични решения) на полиномиално диференциално уравнение в равнината от дадена степен; този проблем е все още открит.
Като изключим хипотезата на Риман (8-и проблем на Хилберт), изглежда че това е и най-деликатният проблем на Хилберт. Той фигурира в списъка от проблеми на Smale под номер 13.
Доказано е от Жан Екал и Юлий Иляшенко (1991-1992) че броя на граничните цикли на дадено полиномиално уравнение е крайно число (този резултат е доказан по-рано от Henry Dulac, 1920, но доказателството се оказва непълно). Все още не е известно (2008) дали максималния брой H(N) на граничните цикли на полиномиално диференциално уравнение от дадена степен N > 1 е крайно число.